# Estació d'esquí de Portè - Pimorent
L'Estació d'esquí de Portè - Pimorent és una estació d'esports d'hivern del massís dels Pirineus situada a l'extrem occidental de la Cerdanya, dins del terme comunal de Portè, a l'Alta Cerdanya, de la Catalunya del Nord.
Està situada en el sector occidental del terme de Portè, a l'oest del Coll de Pimorent, des del qual s'hi accedeix. És en el vessant nord-est del Pic de la Mina i en el nord del Pic de l'Estanyol. És a prop a llevant de les Mines de Pimorent. Cal destacar que el Túnel de Pimorent, de carretera, i el Túnel ferroviari de Pimorent passen per dessota de l'estació d'esquí.

## Història
L'estació fou creada el 1936, però el seu primer desenvolupament important fou entre els anys 1948 i 1954. La iniciativa per a la seva creació fou del Comú de Portè, i inicialment comptà amb tres teleesquís, un d'ells, el dels Soldats, al poble de Portè mateix. Després d'una anys d'un cert estancament, el 1966 sofrí una nova embranzida, amb la construcció dels telecadires de l'Estanyol i de la Vinyola i el teleesquí de Fontfreda I (anys més tard es construiria el de Fontfreda II).

## Característiques
L'estació ofereix 900 metres de desnivell (un dels més importants del Pirineu), per la qual cosa és considerada una de les de més caràcter esportiu. Té 10 remuntadors mecànics, que permeten pujar des del poble de Portè, situat a 1.600 m alt, fins als 2.471 d'altitud, al capdamunt del telecadira de la Mina o del remuntador de Fontfreda.
Té uns 50 quilòmetres de domini esquiable, cosa que satisfà els amants de les pistes ben fresades, així com els amants de la neu pols i tots aquells a qui agraden els espais verges. La natura que envolta aquesta estació és un marc immillorable per gaudir d'altres activitats, com ara les baixades de torxes, les passejades en trineu enmig del bosc, les competicions de snowboard, i les curses d'esquí.
L'estació es divideix en cinc sectors: el Poble, Fontfreda, la Mina, la Vinyola i Sector 5.

## Equipaments

### Pistes

#### Esquí alpí
A l'estació hi ha 35 pistes de descens, orientades cap al nord i nord-est, sempre amb bona qualitat de neu. Hi ha també pistes per a esquí de muntanya i per a raquetes de neu, amb dos itineraris marcats. 70 canons de neu artificial asseguren l'existència de neu esquiable. Les pistes existents són:
- 11 pistes verdes
- 11 pistes roges
- 7 pistes blaves
- 6 pistes negres.

#### Esquí nòrdic
Més de 20 hectàrees estan dedicades a l'esquí nòrdic, 

### Remuntadors
En tota l'estació hi ha 10 remuntadors mecànics.

#### Telecadires
Disposa de 4 telecadires:
- Telecadira de la Vinyola (el primer en angle dels Pirineus)
- Telecadira de l'Estanyol
- Telecadira del Pic de la Mina
- Telecadira del Planell.

#### Teleesquís
Posseeix 5 teleesquís, els tres primers posats en servei ja els anys quaranta i cinquanta:
- Teleesquí del Coll
- Teleesquí del Planell
- Teleesquí dels Soldats
- Teleesquí de Fontfreda I
- Teleesquí de Fontfreda II.

#### Telecordes
També hi ha un telecorda gratuït per a principiants.

### Altres instal·lacions
Existeix dos parcs de surf de neu, de mig quilòmetre de llargària, un half-pipe, espai per al Freestyle, una cronopista, un ampli espai lúdic, una escola, amb una part específica per a infants, servei de lloguer de material d'esquí al Coll de Pimorent, espai per a pícnic i solàrium, així com diverses zones lúdiques. Un restaurant completa el conjunt de serveis.